# Hevel Yavne
Le conseil régional d'Hevel Yavne, en hébreu : מועצה אזורית חבל יבנה, est situé dans la Shéphélah, dans le district centre en Israël. Sa population s'élève, en 2016, à 6 674 habitants.

## Liste des communautés
Kibboutz
- Kvutzat Yavne (en)

Moshavim
- Beit Gamliel (en)
- Ben Zakai (en)
- Bnei Darom (en)
- Nir Galim (en)

Village de jeunes
- Givat Washington (en)

## Source de la traduction
- (en) Cet article est partiellement ou en totalité issu de l’article de Wikipédia en anglais intitulé « Hevel Yavne Regional Council » (voir la liste des auteurs).